# Якимов, Михаил Николаевич
Михаил Николаевич Якимов — советский хозяйственный, государственный и политический деятель.

## Биография
Родился в 1912 году в селе Аттиково. Член КПСС.
С 1930 года — на хозяйственной, общественной и политической работе. В 1930—1974 гг. — комсомольский работник в Чувашии, в Красной Армии, сотрудник республиканских газет и журнала «Хатĕр пул», участник Великой Отечественной войны, заведующий отделами сельского хозяйства, партийной жизни, культуры, заместитель главного редактора, главный редактор газеты «Коммунизм ялавĕ», главный редактор объединённой редакции газет «Коммунизм ялавĕ» и «Советская Чувашия», главный редактор газеты «Коммунизм ялавĕ».
Умер в Чебоксарах в 1992 году.